# 冠醚

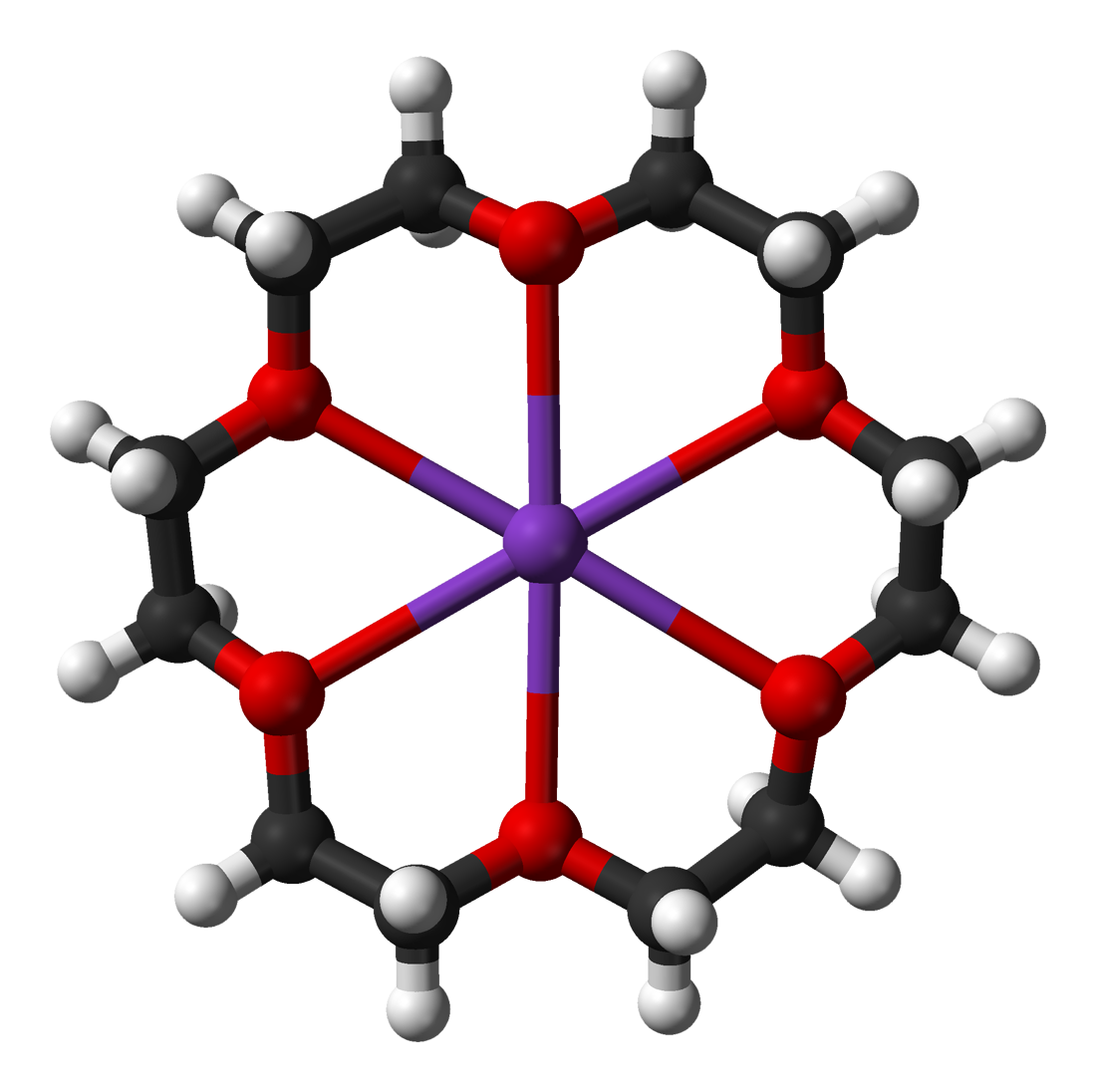
18-冠-6与一个钾离子配位

冠醚是一种杂环有机化合物，包含有多个醚基团。最常见的冠醚就是乙撑氧的低聚物，其中重复的单位是乙烯氧基（-CH2CH2O- 可看作是环氧乙烷断裂碳氧键后的剩余基团）。这一系列中最重要的是四聚体、五聚体和六聚体。之所以用“冠”来命名，是因为就像皇冠可以戴在头上一样，冠醚能够和一个阳离子成键。在冠醚的命名法中，前面那个数字代表了环内的原子数，第二个数字代表氧的个数。冠醚的概念远远大于乙撑氧的低聚物，另外一个很重要的系列是鄰苯二酚的衍生物。
冠醚一般通过卤代烃与醇盐的威廉姆逊合成反应制取。

常见冠醚的结构：12-冠-4、15-冠-5、18-冠-6、二苯并-18-冠-6和二氮-18-冠-6。

## 历史

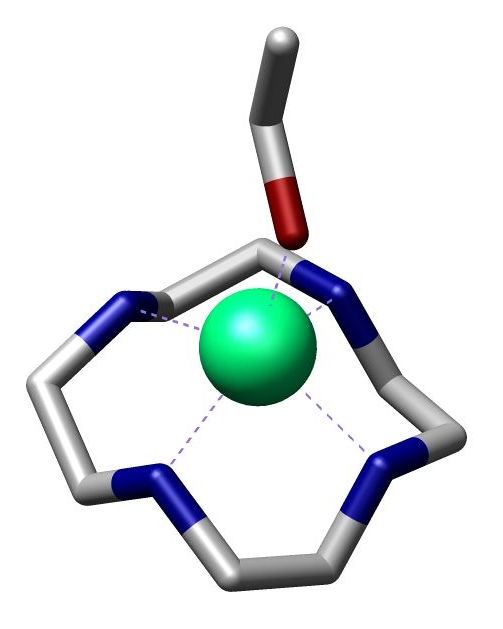
Zn(II)与环楞胺和乙醇配位的晶体结构。

1967年，杜邦公司的化学家查尔斯·彼得森在试图制备二价离子配体时发现了一种简单方法用以合成冠醚。他的策略是试图通过分子上的一个羟基，连接两个苯邻二酚基团。这样就形成了一个多齿配体，可以部分的包裹阳离子。接下来再使酚羟基离子化并中和包裹的二价阳离子。他很惊讶地发现，此反应的一个副产物能够牢牢的与钾离子配位。在一份早期关于在16-冠-4中溶解钾的报告中提到， 彼得森发现环多醚实际上是一类全新的化合物，有着与碱金属结合的能力。接下来，他发表了一系列的论文报告了经过系统研究的合成方法以及冠醚的成键性质。很多不同学科受益于冠醚的发现，包括有机合成、相转移催化等。
彼得森个人主要将注意力集中在二苯冠醚上。他也因为发现了冠醚的合成方法及其性质，而分享了1987年的诺贝尔化学奖。

## 命名
命名时，把环上所含原子的总数标注在“冠”字之前，其中所含氧原子数标注在名称之后。如18-冠(醚)-6、15-冠（醚）-5、二环己烷并-18-冠（醚）-6。

## 阳离子亲和性
除了与钾离子之间有着很高的亲和性，18-冠-6也能与质子化的胺结合，形成气相、液相均很稳定的配合物。一些氨基酸，例如赖氨酸，支链上有伯胺，因此它们能够与18-冠-6结合形成气相稳定的配合物。质子化以后的胺上的三个氢与18-冠-6上的三个氧形成氢键，使得结构更为稳定。

## 氮杂冠醚
氮杂冠醚是指将冠醚中的氧都换成氨基后形成的化合物，其中最著名的是一个四氮杂冠醚——1,4,7,10-四氮雜環十二烷。除此之外亦有氮氧混合冠醚以及穴狀配體等衍生物。

## 自然界中的“冠醚”
冠醚并不是唯一能够与钾离子结合的大环配体，诸如无活菌素或缬氨霉素等离子载体同样对钾离子有着特殊的亲和性。

## 安全
冠醚有毒，尤其是对皮肤黏膜和眼睛有刺激作用，使用冠醚时，应避免吸入其蒸气、避免皮肤接触。